# Etmopterus spinax
Espèce
Répartition géographique
Statut de conservation UICN

 LC  : Préoccupation mineure
Le sagre commun (Etmopterus spinax) est une espèce de petits requins bathy-benthiques.

## Répartition
Ce taxon se rencontre dans les pays suivants : Albanie, Algérie, Bosnie-Herzégovine, Bénin, Cameroun, Cap-Vert, Croatie, Côte d'Ivoire, Danemark, Espagne, France, Gabon, Gambie, Ghana, Gibraltar, Grèce, Guinée équatoriale, Guinée-Bissau, Guinée, Irlande, Islande, Israël, Italie, Liban, Libye, Malte, Maroc, Mauritanie, Monaco, Monténégro, Nigeria, Norvège, Portugal, Royaume-Uni, République arabe sahraouie démocratique, Sierra Leone, Slovénie, Suède, Sénégal, Togo, Tunisie, Turquie, Égypte, Îles Féroé.
La présence de ce taxon est incertaine dans le pays suivant : Liberia.

## Systématique et taxonomie

### Taxonomie
Le nom valide complet (avec auteur) de ce taxon est Etmopterus spinax (Linnaeus, 1758).
L'espèce a été initialement classée dans le genre Squalus sous le protonyme Squalus spinax Linnaeus, 1758.

### Nom vernaculaire
Ce taxon porte en français les noms vernaculaires ou normalisés suivants : Epineux de fond, Epineux noir, Sagre commun,,, Épineux de fond, Épineux noir, sagre commum.

### Synonymes
Etmopterus spinax a pour synonymes :
- Etmopterus aculeatus Rafinesque, 1810
- Spinax gunneri Reinhardt, 1825
- Spinax linnei Malm, 1877
- Spinax niger Cloquet, 1816
- Spinax vitulinus de la Pylaie, 1835
- Squalus infernus Blainville, 1825
- Squalus niger Broussonet, 1788
- Squalus niger Gunnerus, 1763
- Squalus spinax Linnaeus, 1758